# الأكاديمية التشيكية للعلوم
الأكاديمية التشيكية للعلوم تأسست في عام 1992 من قبل المجلس الوطني التشيكي كخليفة تشيكيا لأكاديمية العلوم التشيكوسلوفاكيا السابقة. إن الأكاديمية هي مؤسسة للأبحاث العامة غير الجامعية الرائدة في جمهورية التشيك. حيث تجرى البحوث التطبيقية الأساسية والاستراتيجية.

## أقسام الأكاديمية
لديها ثلاثة أقسام علمية وهي :
- قسم الرياضيات والفيزياء وعلوم الأرض.
- قسم العلوم الكيميائية والحياة.
- قسم العلوم الإنسانية والاجتماعية.

## محتويات الأكاديمية
```

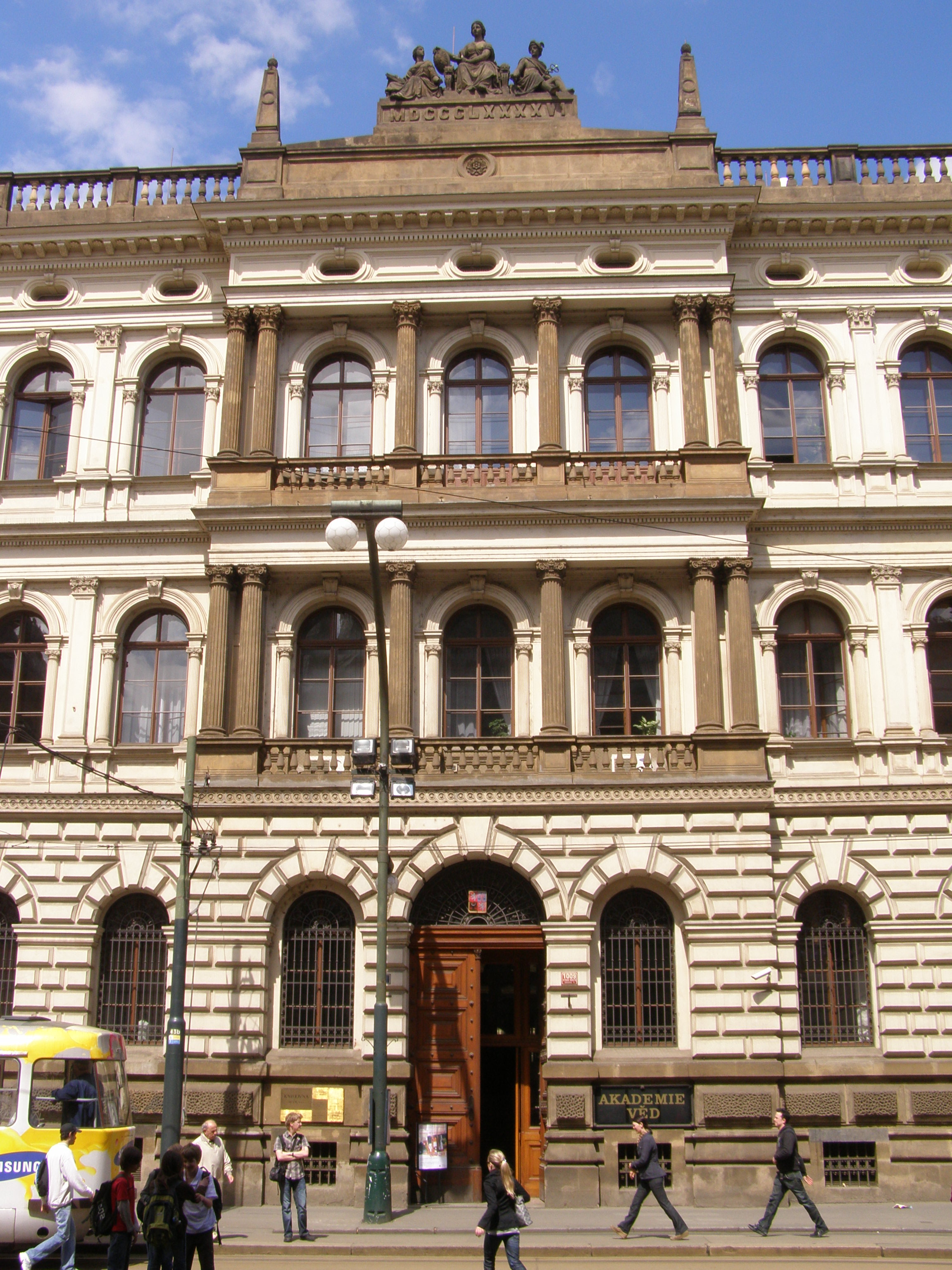
المبنى الرئيسي للأكاديمية بمدينة براغ

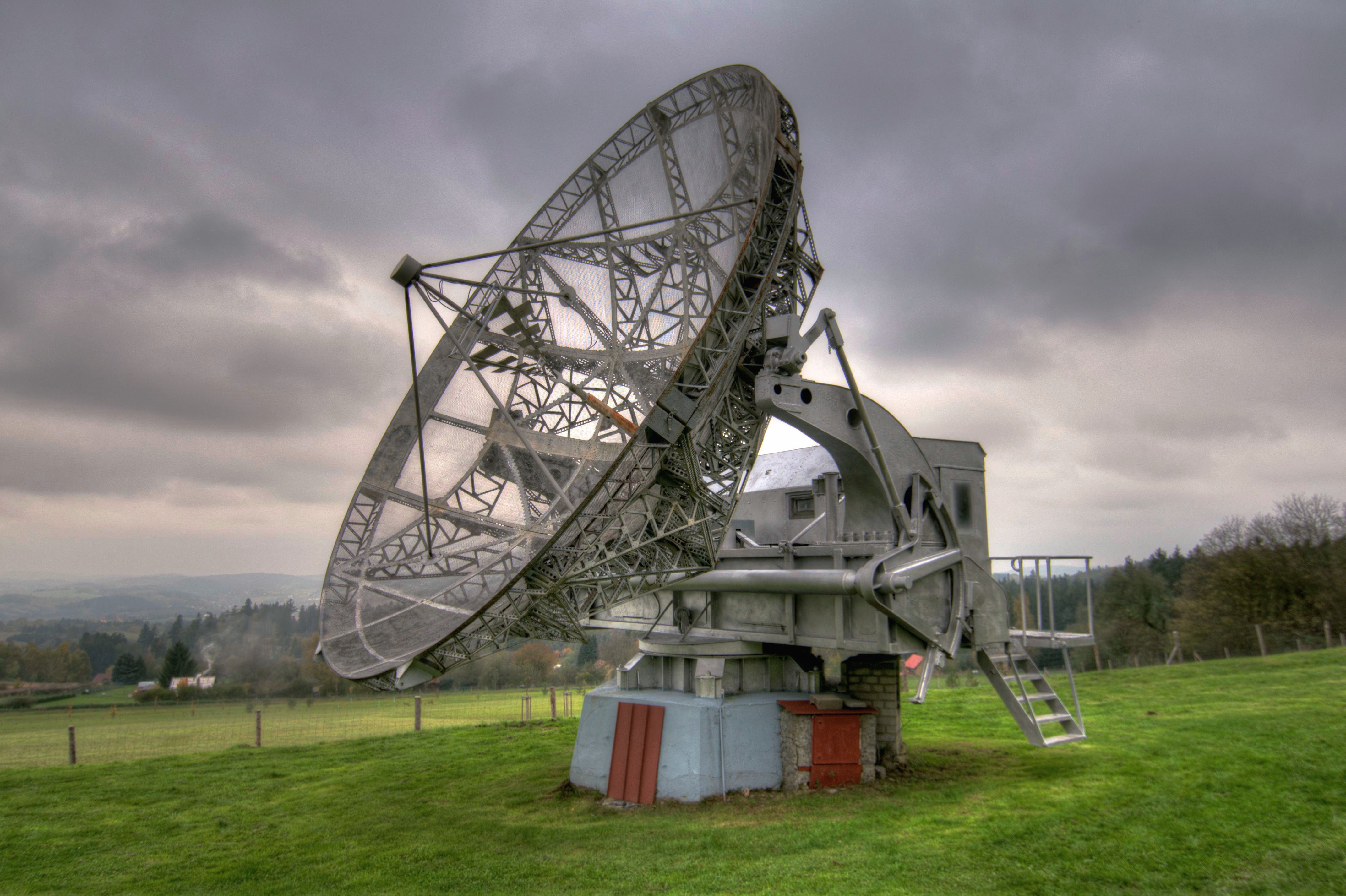
الراديوتلسكوب للمعهد الفلكي

تدير الأكاديمية حاليًا شبكة من ستين معهدًا للبحث وخمس وحدات داعمة يعمل بها ما مجموعه 6400 موظف أكثر من نصفهم من الباحثين المدربين من الجامعات وحملة 
الدكتوراه
 
والعلماء
.
```

## مقر الأكاديمية
يقع المقر الرئيسي للأكاديمية وأربعين معهدا للأبحاث في براغ ، أما المعاهد الباقية موزعة في جميع أنحاء الدولة.

## المطبوعات
Franc, Martin; Mádlová, Vlasta (2014). The History of the Czech Academy of Sciences in Pictures / Dějiny Akademie věd v obrazech (in English and Czech). Prague: Academia. ISBN 9788020023407.